# Eustrotia foedalis
Eustrotia foedalis là một loài bướm đêm trong họ Noctuidae.